# Perchède
Perchède är en kommun i departementet Gers i regionen Occitanien i sydvästra Frankrike. Kommunen ligger i kantonen Nogaro som tillhör arrondissementet Condom. År 2022 hade Perchède 105 invånare.

## Befolkningsutveckling
Antalet invånare i kommunen Perchède
Referens:INSEE